# Station Bovenkarspel Flora
Station Bovenkarspel Flora is gelegen in het Noord-Hollandse Bovenkarspel aan de spoorlijn van Enkhuizen naar Hoorn, ter hoogte van de Broekerhavenweg. Het station wordt bediend door NS. Het station is in 1977 geopend, op de locatie waar sinds 1963 de tijdelijke halte Floraweg was aangelegd, speciaal voor de jaarlijkse bloemententoonstelling Westfriese Flora. Deze tentoonstelling vond sinds 2004 overigens niet meer op regelmatige basis in Bovenkarspel plaats. Het station is het een-na-laatste station van de spoorlijn Zaandam - Enkhuizen.

## Treinen
| Serie | Treinsoort     | Route | Bijzonderheden |
| ----- | -------------- | --- | --- |
| 2900  | Intercity (NS) | Enkhuizen – Bovenkarspel Flora – Hoorn – Amsterdam Centraal – Utrecht Centraal – 's-Hertogenbosch – Eindhoven Centraal – Weert – Roermond – Sittard – Maastricht | Rijdt van maandag t/m donderdag in de vroege ochtend en in de avonduren en rijdt van vrijdag t/m zondag de hele dag en vervangt dan Intercity 3900 tussen Enkhuizen en Amsterdam Centraal en intercity 2700 tussen Amsterdam Centraal en Maastricht.                                                                           |
| 12900 | Intercity (NS) | Enkhuizen – Bovenkarspel Flora – Hoorn – Amsterdam Centraal | Stopt niet in Zaandam. Rijdt enkel eenmaal op de vroege zaterdagochtend en rijdt als IC door richting Nijmegen. Rijdt niet richting Enkhuizen |
| 3700  | Intercity (NS) | Amsterdam Centraal – Purmerend – Hoorn – Bovenkarspel Flora – Enkhuizen                                                                                          | Stopt niet in Zaandam. Rijdt alleen in de spits in de spitsrichting, rijdt niet op vrijdag. |
| 3900  | Intercity (NS) | Enkhuizen – Bovenkarspel Flora – Hoorn – Amsterdam Centraal – Utrecht Centraal – 's-Hertogenbosch – Eindhoven Centraal – Weert – Roermond – Sittard – Heerlen    | Stopt niet in Zaandam. Rijdt in de avonduren en van vrijdag t/m zondag de hele dag enkel tussen Eindhoven Centraal en Heerlen. Wordt in de avonduren en van vrijdag t/m zondag de hele dag vervangen door intercity 2900. Rijdt van maandag t/m donderdag in de avonduren enkel tussen Sittard en Heerlen en rijdt dan 1x/uur. |

Aan de dagranden wordt dit station soms ook bediend door de volgende treinserie:
| Serie | Treinsoort    | Route                                                                            | Bijzonderheden |
| ----- | ------------- | -------------------------------------------------------------------------------- | -------------- |
| 4100  | Sprinter (NS) | Hoofddorp – Schiphol Airport – Zaandam – Purmerend – Hoorn – Hoorn Kersenboogerd |                |

## Ontwikkeling aantal reizigers
Het aantal door NS vervoerde reizigers (per gemiddelde werkdag) ontwikkelde zich sedert 2019 als volgt:
| Jaar | Aantal reizigers |
| ---- | ---------------- |
| 2019 | 705              |
| 2020 | 364              |
| 2021 | 393              |
| 2022 | 517              |
| 2023 | 550              |
| 2024 | 524              |

## Afbeeldingen

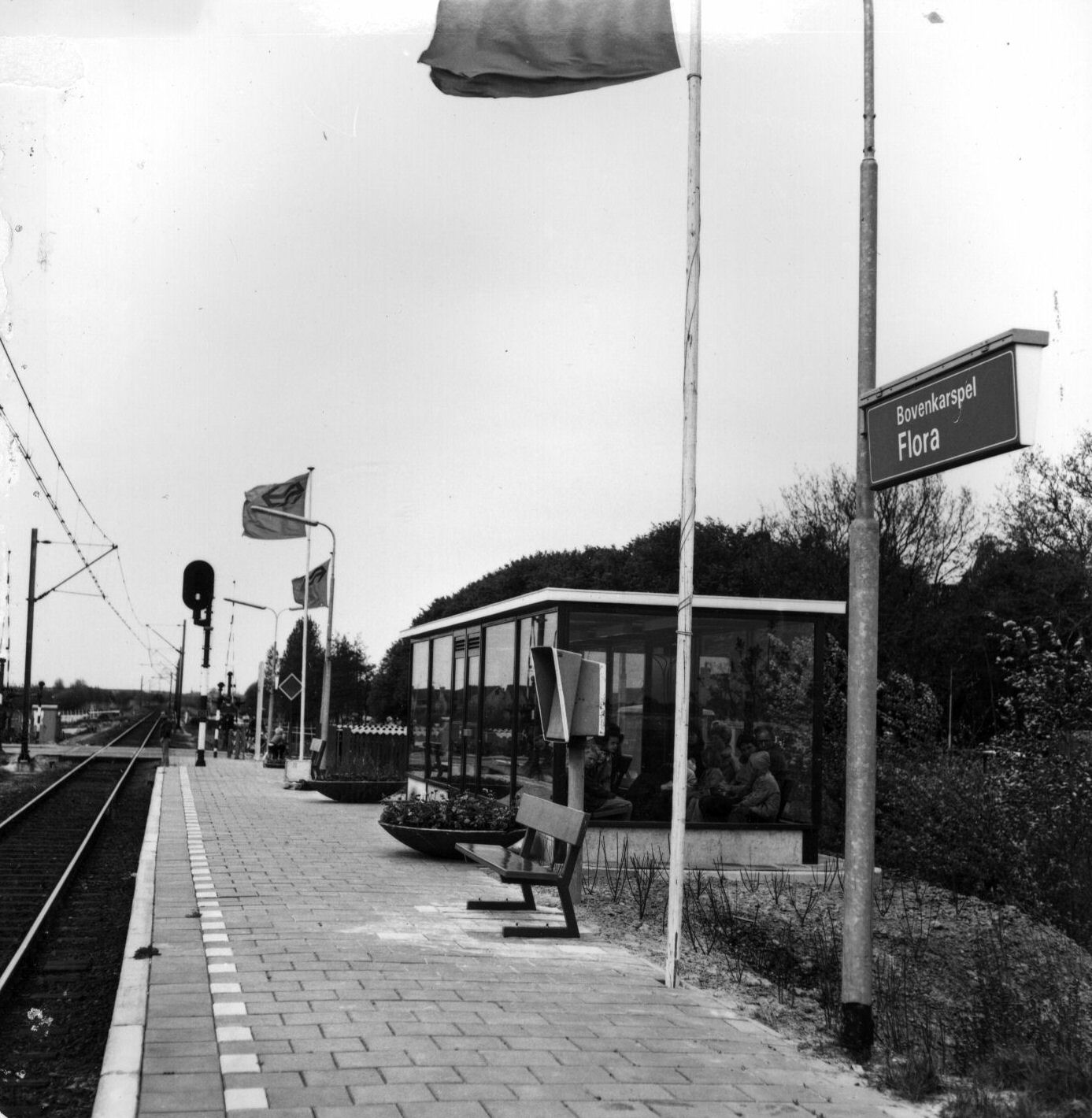
Station in 1978
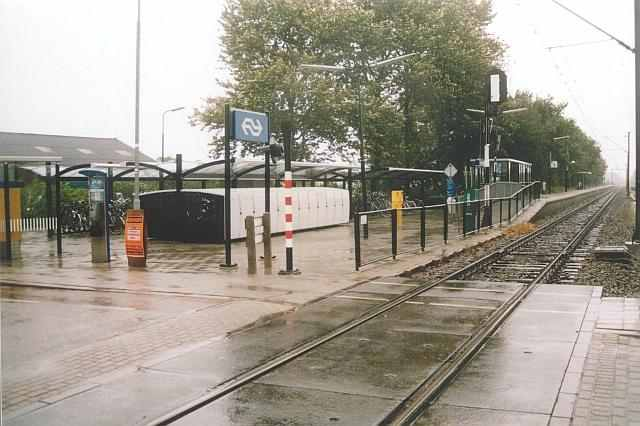
Station in 2004
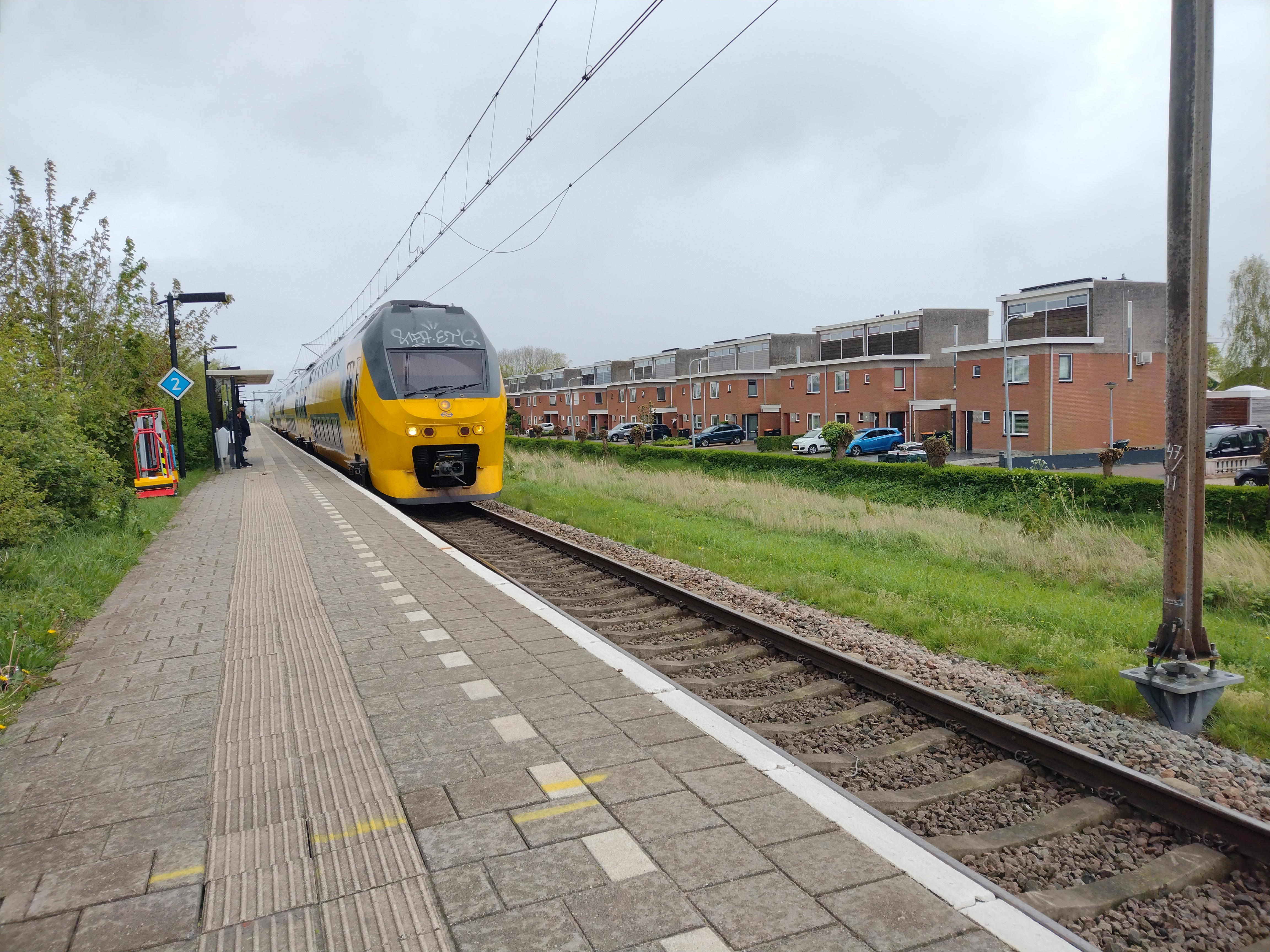
VIRM op het station

0: Zaandam ·
1: Zaanbrug ·
2: Zaandam Kogerveld ·
6: Oostzaan ·
12: Purmerend Weidevenne ·
13: Purmerend ·
15: Purmerend Overwhere ·
17: Kwadijk ·
20: Middelie ·
23: Stopplaats Oosthuizen ·
25: Schardam ·
28: Avenhorn ·
32: Hoorn ·
35: Hoorn Kersenboogerd ·
37: Blokker ·
40: Westwoud ·
43: Hoogkarspel ·
45: Lutjebroek ·
46: Bovenkarspel-Grootebroek ·
48: Broekerhaven ·
48: Bovenkarspel Flora ·
50: Enkhuizen
Alkmaar ·
-Noord ·
Amsterdam:
-Amstel ·
-ArenA ·
-Bijlmer ArenA · 
-Centraal ·
-Holendrecht ·
-Lelylaan ·
-Muiderpoort ·
-RAI ·
-Science Park ·
-Sloterdijk ·
-Zuid ·
Anna Paulowna ·
Beverwijk ·
Bloemendaal ·
Bovenkarspel:
-Flora ·
-Grootebroek ·
Bussum Zuid ·
Castricum ·
Den Helder ·
-Zuid ·
Diemen ·
-Zuid ·
Driehuis ·
Duivendrecht ·
Enkhuizen ·
Haarlem ·
-Spaarnwoude ·
Halfweg-Zwanenburg ·
Heemskerk ·
Heemstede-Aerdenhout ·
Heerhugowaard ·
Heiloo ·
Hilversum ·
-Media Park ·
-Sportpark ·
Hollandsche Rading ·
Hoofddorp ·
Hoogkarspel ·
Hoorn ·
-Kersenboogerd ·
Koog aan de Zaan ·
Krommenie-Assendelft ·
Naarden-Bussum ·
Nieuw Vennep ·
Obdam ·
Overveen ·
Purmerend ·
-Overwhere ·
-Weidevenne ·
Santpoort:
-Noord ·
-Zuid ·
Schagen ·
Schiphol Airport ·
Uitgeest ·
Weesp ·
Wormerveer ·
Zaandam ·
-Kogerveld ·
Zaandijk Zaanse Schans ·
Zandvoort aan Zee
Stations van de Museumstoomtram Hoorn-Medemblik:
Tramstation Hoorn · 
Zwaag ·
Wognum-Nibbixwoud ·
Twisk ·
Opperdoes ·
Medemblik
Voormalige stations: zie de lijst van voormalige spoorwegstations in Noord-Holland